# Nowy Żytnik
Bây giờ Żytnik [ˈnɔvɨ ˈʐɨtnik] (trước đây là Neue Mühle của Đức) là một ngôi làng thuộc khu hành chính của Gmina Malechowo, thuộc hạt Sławno, West Pomeranian Voivodeship, ở phía tây bắc Ba Lan. Nó nằm khoảng 13 kilômét (8 mi)  phía đông nam Malechowo, 13 km (8 mi) về phía nam Sławno và 167 km (104 mi) về phía đông bắc của thủ đô khu vực Szczecin.
Trước năm 1945, khu vực này là một phần của Đức. Đối với lịch sử của khu vực, xem Lịch sử của Pomerania.